# كارل فرنيه
كارل ڤرنيهطوان تشارلز أوراس ڤرنيه Antoine Charles Horace Vernet، ويعرف باسم كارل ڤرنيه (14 أغسطس 1758–17 نوفمبر 1835)، هو رسام فرنسي، والابن الأصغر لكلود جوزف ڤرنيه، ووالد أوراس ڤرنيه.

## حياته
ولد في مدينة بوردو بفرنسا عام 1758، وتوفي في باريس عام 1836. وهو ابن الفنان كلود جوزيف وتلميذه، تخرّج في الأكاديمية الملكية بباريس، وعرض فيها منذ عام 1789.[1]
اشتهر بفروسيته وانصرافه إلى تصوير الخيول ومشاهد الصيد والمعارك الحربية التي برع في رسمها، ضمن تكوينات متنوعة تزخر بالخيول والعربات والفرسان، لذلك كان من أشهر رسامي الوثائق الحربية في جيش نابليون بونابرت، كما ظهر شغفه في رسم الصور الشخصية للأمراء والفرسان التي حفظ بعضها في متحفي كونده Condé ونيويورك، كما ذاعت شهرته كرسام ساخر، وانتشرت أعماله التصويرية في عدد من المتاحف في باريس ومدريد وأڤينيون

## معرض صور

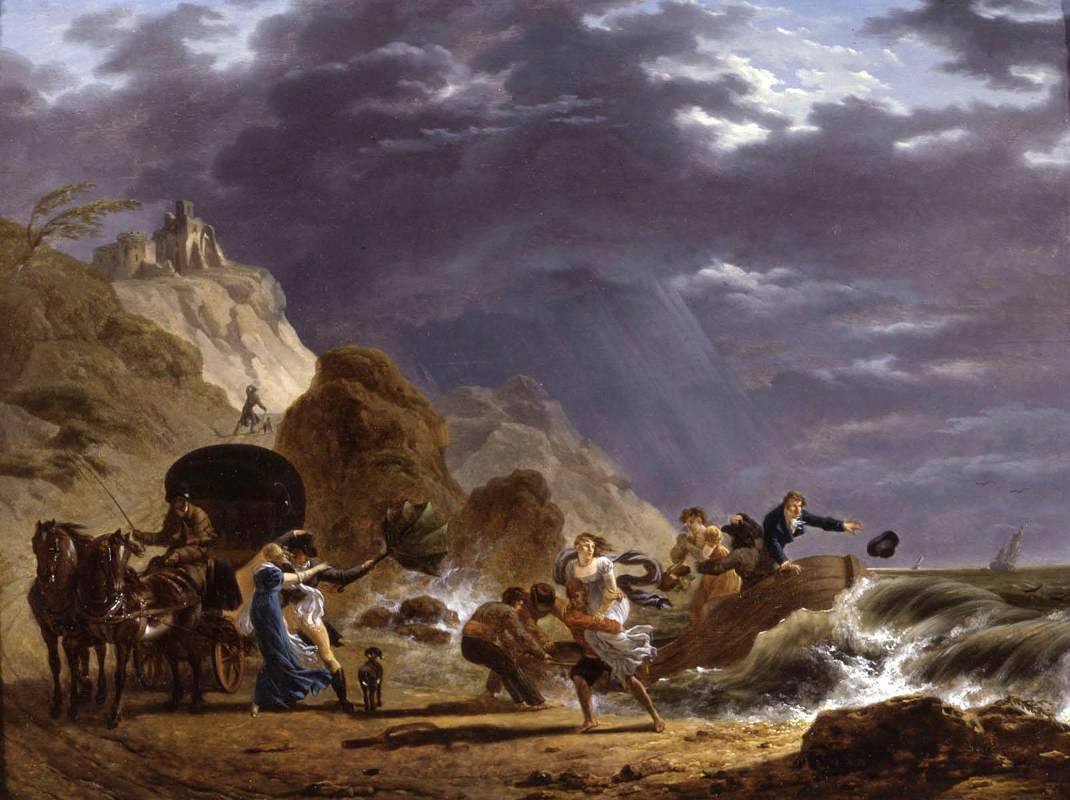
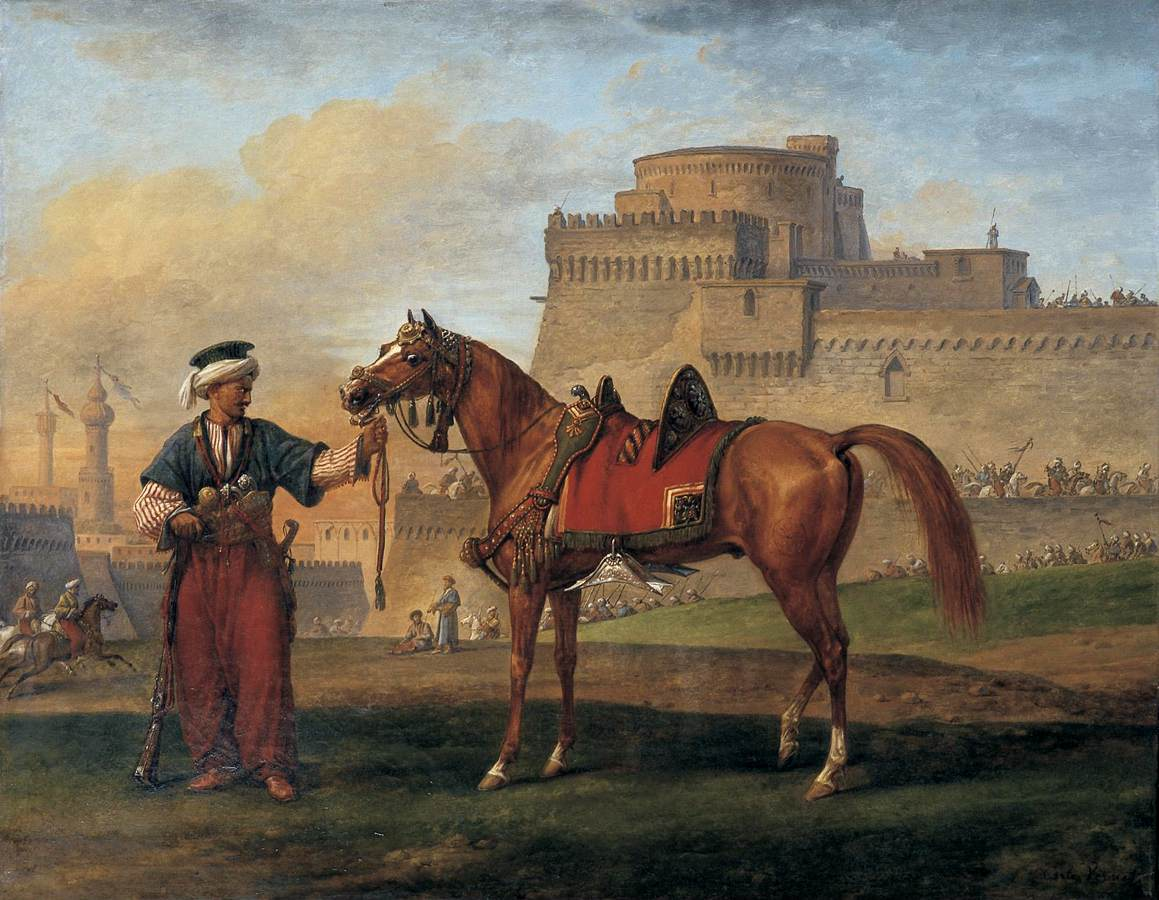
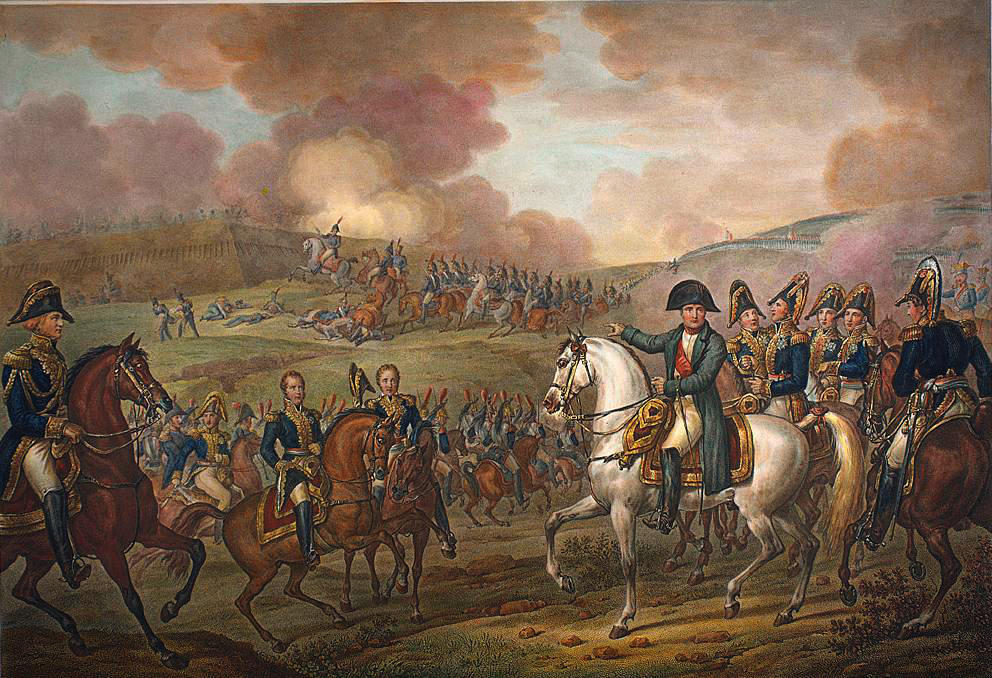

## روابط خارجية
- كارل فرنيه على موقع الموسوعة البريطانية (الإنجليزية)
- كارل فرنيه على موقع ميوزك برينز (الإنجليزية)
- كارل فرنيه على موقع ديسكوغز (الإنجليزية)